# Glypthaga mucorea
Glypthaga mucorea är en skalbaggsart som beskrevs av Martins och Maria Helena M. Galileo 1990. Glypthaga mucorea ingår i släktet Glypthaga och familjen långhorningar. Inga underarter finns listade i Catalogue of Life.